# 沃洛科诺夫卡
沃洛科诺夫卡（羅馬化：Volokonovka）是俄罗斯别尔哥罗德州的市级镇、沃洛科诺夫卡区行政中心，位于顿河流域内北顿涅茨河支流奥斯科尔河畔，北距新奥斯科尔市约30（19英里）。
2021年有人口10,357人；2010年人口11,552；2002年人口12,210；1989年人口12,535。